# Rumlange
Rumlange (en luxemburguès: Rëmeljen; alemany:  Rümlingen) és una poble del municipi de Wëntger, situada al districte de Diekirch del cantó de Clierf. Està a uns 53 km de distància de la ciutat de Luxemburg, al paisatge de l'Oesling, la parte luxemburguesa de les Ardenes.
El nom Rëmeljen és també luxemburguès per Ramon.

## Llocs d'interés

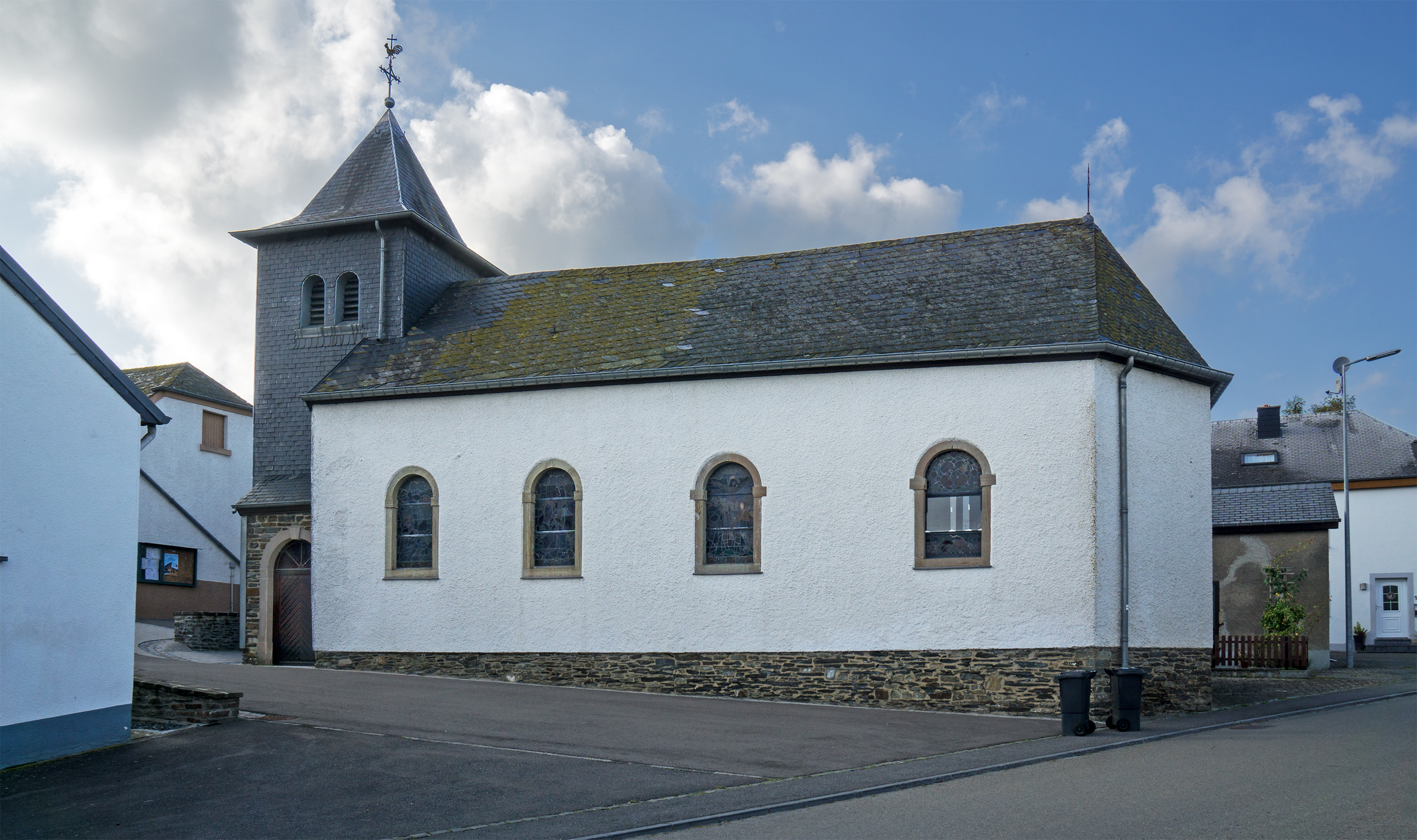
Capilla

- La capella de Sant MateuCapilla